# إيان كوك (رسام)
يان كوك (بالإنجليزية: Ian Cook)‏ هو رسام بريطاني، ولد في 28 أبريل 1983 في برمنغهام في المملكة المتحدة.

## وصلات خارجية
- الموقع الرسمي